# Dolichopus zimini
Dolichopus zimini är en tvåvingeart som beskrevs av Stackelberg 1933. Dolichopus zimini ingår i släktet Dolichopus och familjen styltflugor. Inga underarter finns listade i Catalogue of Life.